# فيكو لاتي
فيكو لاتي (بالفنلندية: Veikko Lahti)‏ هو مصارع رياضي فنلندي، ولد في 7 يوليو 1926 في Janakkala ‏ في فنلندا، وتوفي في 28 يوليو 2014 في كوتكا في فنلندا.

## وصلات خارجية
- فيكو لاتي على موقع قاعدة بيانات المصارعة الدولية (الإنجليزية)
- فيكو لاتي على موقع أوليمبيديا (الإنجليزية)